# ویلیتسه
ویلیتسه (به چکی: Vilice) یک منطقهٔ مسکونی در جمهوری چک است که در شهرستان تابور واقع شده‌است.
 ویلیتسه ۷٫۰۹ کیلومتر مربع مساحت و ۱۷۱ نفر جمعیت دارد و ۵۱۹ متر بالاتر از سطح دریا واقع شده‌است.